# Kusonóżka pomarańczowokolanowa
Kusonóżka pomarańczowokolanowa, ptasznik pomarańczowokolanowy (Brachypelma hamorii) – gatunek pająka z rodziny ptasznikowatych (Theraphosidae). Zamieszkuje endemicznie Meksyk. Gatunek naziemny.

## Występowanie, biotop i tryb życia
Jest endemitem Meksyku. Występuje w południowo-zachodniej części kraju (południowe Jalisco, Colima i zachodnie Michoacán). Areał występowania jest oddzielony rzeką Balsas od niemalże identycznie wyglądającego gatunku – Brachypelma smithi<.
Zamieszkuje pagórkowate tereny, porośnięte tropikalnymi lasami liściastymi oraz suchsze tereny (po angielsku zwane thorn forest). Żyje w wykopanych bądź zmodyfikowanych przez siebie norach, umieszczonych zazwyczaj pod kłodą, dużym kamieniem lub w gęstych zaroślach i kępach traw.
Ptasznik ten prowadzi głównie nocny tryb życia.

## Opis
Dorosły osobnik ma czarny karapaks z pomarańczową, szeroką obwódką. Opistosoma czarna z włoskami parzącymi. Odnóża czarne, jedynie końcówka przedstopia, nasada stopy i rzepki pomarańczowe (rzepki bardziej jaskrawe).
Gatunek ten jest bardzo podobny do B. smithi. Cechy odróżniające to m.in. zwykle szersza czarna plama na karapaksie, nasada rzepek z trójkątnym ornamentem, powstałym z ciemniejszych włosków. B. hamorii jest zwykle nieco mniejsza od B. smithi, jednak ze względu na zmienność osobniczą, nie jest to najlepsza cecha do oznaczania. Ponadto kolor na odnóżach jest zazwyczaj mniej kontrastowy i jaskrawy.
- długość ciała: 7–8 cm[4]

Gatunek łagodny, spokojny, ale zaniepokojony wyczesuje drażniące włoski. Ukąszenie tego pająka nie jest śmiertelne, jad tego gatunku jest słaby i niegroźny dla osób nieuczulonych na jad.
Samice są długowieczne – dożywają nawet 20 lat, samce umierają do 2 lat po ostatnim linieniu.